# 粟屋孝春
粟屋 孝春（あわや たかはる）は、安土桃山時代から江戸時代初期にかけての武将。毛利氏家臣で長州藩士。父は宍戸元秀で、粟屋孝重の婿養子として家督を継ぐ。母は内藤興盛の娘。

## 生涯
永禄12年（1569年）、または、天正元年（1573年）、宍戸元秀の三男として生まれる。
毛利氏家臣・粟屋孝重（彦兵衛尉）が嫡男のいないまま病となり、家が断絶しそうになったため、旧縁があった孝春が粟屋孝重の娘と婚姻し、婿養子として家督を継いだ。
慶長10年（1605年）12月14日、同年の五郎太石事件の後に毛利氏家臣団や有力寺社の総勢820名が連署して毛利氏への忠誠や様々な取り決めを記した連署起請文において、17番目に「粟屋次郎右衛門尉」と署名している。
慶長15年（1610年）5月4日、名古屋城築城の手伝普請のための出張中に死去。享年38、または、42。婿養子の粟屋元豊が後を継いだ。

## 系譜
- 父：宍戸元秀（1547-1597）
- 母：貴山妙遵（?-1616） - 内藤興盛の娘。元和2年10月16日（1616年11月24日）に死去[5]。法名は貴山妙遵[5]、または、妙見[6]。
- 養父：粟屋孝重（?-?）
- 正室：粟屋孝重の娘
  - 長女：粟屋元豊室
  - 養子：粟屋元豊（?-1615） - 兄・内藤元盛の次男[4]。